# Étormay
Étormay é uma comuna francesa na região administrativa da Borgonha-Franco-Condado, no departamento de Côte-d'Or. Estende-se por uma área de 13,25 km². Em 2010 a comuna tinha 69 habitantes (densidade: 5,2 hab./km²).